# Абдес-Урдес
Абде́с-Урде́с (рос. Абдэс-Урдэс, удм. Ыбдэс) — присілок в Малопургинському районі Удмуртії, Росія.
Урбаноніми:
- вулиці — Бобінська, Болотна, Жовтнева, Лучна, Набережна

## Населення
Населення — 398 осіб (2010; 405 в 2002).
Національний склад станом на 2002 рік:
- удмурти — 99 %